# Фарма (српска ТВ емисија)
Фарма је српска ријалити-такмичарска емисија настала по истоименој франшизи. Премијера је приказана 20. септембра 2009. када је емитер био Пинк, док је од 27. септембра 2024. емитује Народна ТВ.
Прати групу познатих личности које живе заједно двадесет и четири сата дневно на фарми, изолованој од спољашњег света (превасходно од масовних медија, као што су новине, телефони, телевизија и интернет), а све њихове кораке свакодневно прате видео-камере, без приватности. Сваке седмице такмичари пролазе кроз номинације и елиминације. Гледаоци затим одлучују ко од номинованих треба да напусти ријалити. Последњи преостали такмичар постаје победник и осваја новчану награду.
Учесници се такмиче за шансу да освоје главну новчану награду избегавањем седмичних елиминација, док последњи преостали такмичар осваја главну награду. Водитељи емисије током првих шест сезона били су Александра Јефтановић и Огњен Амиџић, док им се од шесте сезоне придружила Душица Јаковљевић, а од осме сезоне Милица Кон.

## Формат
У насељу Лисовић, на преко два хектара земље, изграђена је фарма заједно са помоћним објектима као што су: свињац, штала, сеник, радионица, башта, кокошињац и тор, смешта се двадесетак познатих личности које се за нешто дуже од три до десет месеци боре за награду од 100.00 или 50.000 евра, и на којем ће живети без струје, текуће воде, хранећи себе биљкама које ће сами и узгајати, и млеком и месом домаћих животиња о којима сами брину. Концепт је у свакој земљи веома сличан. Сваког понедељка бира се „газда” који води фарму и заводи ред и дисциплину, а који такође бира своје „слуге”.

## Преглед сезона
| Сезона | Сезона | Дани | Фармери | Победник            | Другопласирани     | Оригинално емитовање | Оригинално емитовање |
| Сезона | Сезона | Дани | Фармери | Победник            | Другопласирани     | Премијера            | Финале               |
| ------ | ------ | ---- | ------- | ------------------- | ------------------ | -------------------- | -------------------- |
|        | 1.     | 94   | 22      | Топалко             |                    | 20. септембар 2009.  | 23. децембар 2009.   |
|        | 2.     | 104  | 23      | Милош Бојанић       | Маца               | 14. март 2010.       | 26. јун 2010.        |
|        | 3.     | 109  | 30      | Катарина Живковић   | Маријан Ристичевић | 12. септембар 2010.  | 30. децембар 2010.   |
|        | 4.     | 110  | 28      | Мемо                | Станија Добројевић | 19. март 2013.       | 7. јул 2013.         |
|        | 5.     | 120  | 35      | Јелена Голубовић    | Слободан Ђурковић  | 1. септембар 2013.   | 30. децембар 2013.   |
|        | 6.     | 125  | 43      | Станија Добројевић  | Тамара Ђурић       | 27. август 2015.     | 30. децембар 2015.   |
|        | 7.     | 135  | 40      | Јелена Голубовић    | Жика Ђорђевић      | 15. фебруар 2016.    | 29. јун 2016.        |
|        | 8.     | 260  | 26      | Кристијан Голубовић | Предраг Лазић      | 27. септембар 2024.  | 14. јун 2025.        |